# Fritz Sotke
Fritz Sotke (* 2. Januar 1902 in Hagen; † 11. Oktober 1970 in Roth) war ein deutscher Handelslehrer sowie Autor und Komponist, der verschiedene Fahrtenlieder und Lieder für die Hitlerjugend schrieb.

## Leben
Sotke war ausgebildeter Diplom-Handelslehrer. Seit 1921 wurde er auch als Autor von Fahrtenliedern bekannt. Er trat 1932 in die NSDAP (Mitgliedsnummer 1.351.237) ein und textete  noch im selben Jahr das Lied der neuen Zeit, in dem Adolf Hitler glorifiziert wurde. Schwerpunkt seiner Parteitätigkeit war die Jugendarbeit mit der HJ, wo er zuletzt den Rang eines Oberbannerführers hatte.
Nach der „Machtergreifung“ der Nationalsozialisten war er seit 1934 in der Abteilung Rundfunk für die HJ tätig. 1939 wurde er Leiter des Schulfunks im Kulturamt der Reichsjugendführung. 1944 trat Sotke der SS bei und wurde dort Standartenführer.
Sotke publizierte verschiedene Liederbücher, darunter Unsere Lieder, die in mehreren Auflagen erschienen (Unsere Lieder wurde 1933 indiziert). Er komponierte auch eigene Lieder, wie die Melodie von Wir sind des Geyers schwarzer Haufen. Daneben sammelte er Lieder nach mündlicher Überlieferung, so z. B. Wilde Gesellen vom Sturmwind durchweht (1923).
In der Sowjetischen Besatzungszone wurden seine Schriften Die nationalsozialistische Staatsidee (1932), Deutsches Volk und deutscher Staat. Staatsbürgerkunde für junge Deutsche (1936) und Unsere Lieder (1938) auf die Liste der auszusondernden Literatur gesetzt.

## Werke (Auswahl)
- Unsere Lieder, 1921; zahlreiche weitere, auch erweiterte Auflagen
- Fahrtenlieder, 1922
- Wir zogen in das Feld. Der Fahrtenlieder andrer Teil, 1923
- Deutsches Volk und Deutscher Staat, Staatsbürgerkunde für junge Deutsche, 1934 (11. Auflage 1941)

- Peter Mantel: Betriebswirtschaftslehre und Nationalsozialismus: Eine institutionen- und personengeschichtliche Studie. Gabler, Wiesbaden 2010, ISBN 978-3-8349-8515-6, S. 841f.